# Studientag Materialwissenschaft und Werkstofftechnik
Der Studientag Materialwissenschaft und Werkstofftechnik e. V. (StMW) ist ein gemeinnütziger Verein, in dem sich deutschlandweit 41 Hochschulen mit Studienprofilen und Lehrangeboten in der Materialwissenschaft und Werkstofftechnik zusammengeschlossen haben und im Bereich der Lehre als Ansprechpartner für Vertreter aus Forschung, Ausbildung, Politik, Wirtschaft und Öffentlichkeit dient. Der Vorsitzende des StMW-Vorstandes ist Guido Schmitz, Universität Stuttgart

## Geschichte
Mit Errichtung der Satzung wurde der Verein am 25. Juni 2007 in der Geschäftsstelle der Deutschen Forschungsgemeinschaft in Bonn gegründet. Der Gründungsgedanke war es, den materialwissenschaftlichen und werkstofftechnischen Fachdisziplinen eine Stimme in der Ausbildung zu geben und zu einem klareren Profil zu verhelfen. Der erste Sprecher des Vorstandes war Horst Biermann von der TU Bergakademie Freiberg.
Im Dezember 2009 veröffentlichte der StMW einen Rahmenplan zur Optimierung der Masterstudiengänge im Bereich Materialwissenschaft und Werkstofftechnik im Zuge der Umstellung des deutschen Diplomsystems auf Bachelor- und Masterabschlüsse. Eine verstärkte Vereinheitlichung der heterogenen Studienangebote soll den Studierenden einen einfacheren Wechsel zwischen den verschiedenen Hochschulen ermöglichen. Auch die Akkreditierungsfähigkeit der Masterstudiengänge soll mit einer einheitlichen Modulstruktur sichergestellt werden.

## Vorstand und Beirat
Der Vorstand setzt sich aus Hochschulprofessoren zusammen, die in der interdisziplinären Fachdisziplin Materialwissenschaft und Werkstofftechnik lehren und forschen.
Eine enge Kooperation mit der Bundesvereinigung Materialwissenschaft und Werkstofftechnik (BV MatWerk) sowie mit weiteren Institutionen – so beispielsweise mit acatech Deutsche Akademie der Technikwissenschaften oder der Deutschen Gesellschaft für Materialkunde e. V. (DGM) – dient dazu, aktuelle Anforderungen von Forschung und Industrie an die kommenden Generationen von Materialwissenschaftlern und Werkstofftechnikern zu benennen und entsprechende Maßnahmen zur Verbesserung der Ausbildung zu entwickeln.

## Leitbild und Ziele
An folgendem Leitbild orientiert sich der Studientag Materialwissenschaft und Werkstofftechnik e.V.:
1. Gemeinsame Initiative zur Profilierung der Materialwissenschaft und Werkstofftechnik
Der Studientag Materialwissenschaft und Werkstofftechnik (StMW) bildet den Zusammenschluss von Hochschulen mit Studienprofilen und Lehrangeboten in der Materialwissenschaft und Werkstofftechnik.
Der Studientag Materialwissenschaft und Werkstofftechnik ist für den Bereich der Lehre in der Materialwissenschaft und Werkstofftechnik zentraler Ansprechpartner für Vertreter aus Forschung und Ausbildung, Politik, Wirtschaft und Öffentlichkeit.
2. Förderung integrativer Ausbildungsgesamtkonzepte
Ziel des Studientags Materialwissenschaft und Werkstofftechnik ist die Stärkung der Materialwissenschaft und Werkstofftechnik als Studienrichtung. Seine Mitglieder engagieren sich für eine Aktualisierung und Weiterentwicklung der Lehre durch eine Mitgestaltung inhaltlicher, didaktischer und formaler Aspekte der Ausbildung.
Der Studientag fördert den Transfer von Erkenntnissen der Forschung in die Lehre sowie eine übergreifende Ausrichtung von Studienschwerpunkten an nationalen und internationalen Erfordernissen aus Forschung und Industrie.
Der Studientag unterstützt die interdisziplinäre Vernetzung der Materialwissenschaft und Werkstofftechnik mit den weiteren natur- und ingenieurwissenschaftlichen Disziplinen und die Mobilität im Studium.
3. Stärkung der öffentlichen Wahrnehmung
Die Mitglieder des Studientags setzen sich für eine Profilierung der Fachdisziplin „Materialwissenschaft und Werkstofftechnik“ als Basiswissenschaft und Schlüsseltechnologie für den wissenschaftlichen und technologischen Fortschritt ein.
Der Studientag unterstützt aktiv die Entwicklung und Umsetzung von Maßnahmen zur Kommunikation mit relevanten Interessengruppen. Besondere Aufmerksamkeit gilt den Maßnahmen zur Gewinnung von Studierenden sowie Aktivitäten, die die Bedeutung der Materialwissenschaft und Werkstofftechnik als Schlüsseldisziplin in der Öffentlichkeit hervorheben.
4. Vernetzung und gegenseitige Unterstützung
Der Studientag dient den Mitgliedern als Plattform des Informationsaustauschs sowie der gegenseitigen Unterstützung und Beratung. Offenheit und Dialogbereitschaft prägen dabei die konstruktive Atmosphäre der gemeinsamen Arbeit. Der Studientag stimmt sich zudem regelmäßig mit den Arbeitsgemeinschaften „BV Matwerk“ und „acatech“ sowie dem Fachforum MatWerk der Deutschen Forschungsgemeinschaft als externe strategische Partner ab.
Zur Umsetzung dieses Leitbildes verfolgt der Studientag Materialwissenschaft und Werkstofftechnik e.V. folgende Ziele:
- die Ausbildungsprofile der Mitgliedshochschulen zu erfassen, zu systematisieren und neu zu strukturieren, um ein deutschlandweit anerkanntes integratives Ausbildungskonzept für die Fachdisziplin Materialwissenschaft und Werkstofftechnik zu sichern
- Einbindung und Berücksichtigung der unterschiedlichen Herangehensweisen und Schwerpunkte der verschiedenen Studiengänge, Studien- und Vertiefungsrichtungen angrenzender Fachrichtungen in das integrative Ausbildungskonzept
- Aktivitäten in Öffentlichkeit, Politik, Wirtschaft, Forschung und Ausbildung, um die Bekanntheit und Wahrnehmung der Fachdisziplin zu steigern
- direkte Ansprache von Studieninteressenten und Multiplikatoren sowie Bündelung und Bereitstellung von Informationen und Materialien zur Gewinnung von Studieninteressenten für die Fachdisziplin

## Mitgliedshochschulen
1. RWTH Aachen University
2. Hochschule Aalen
3. Universität Augsburg
4. Universität Bayreuth
5. TU Berlin
6. Technische Hochschule Georg Agricola Bochum
7. Ruhr-Universität Bochum
8. HS Bonn-Rhein-Sieg
9. TU Braunschweig
10. TU Chemnitz
11. TU Clausthal
12. BTU Cottbus-Senftenberg
13. TU Darmstadt
14. Hochschule Darmstadt
15. TU Dortmund
16. TU Dresden
17. Universität Erlangen-Nürnberg
18. TU Bergakademie Freiberg
19. Hochschule Furtwangen
20. Universität Gießen
21. Universität Hannover
22. Hochschule Hof
23. TU Ilmenau
24. Ernst-Abbe-Hochschule Jena
25. Universität Jena
26. TU Kaiserslautern
27. Karlsruher Institut für Technologie (KIT)
28. Universität Kassel
29. Universität Kiel
30. Hochschule Koblenz
31. Universität Koblenz
32. TH Mittelhessen
33. TU München
34. Technische Hochschule Nürnberg
35. Hochschule Osnabrück
36. Universität Paderborn
37. Universität Rostock
38. Universität des Saarlandes
39. Universität Siegen
40. Universität Stuttgart
41. Bergische Universität Wuppertal[7]

## Kooperationspartner
- Acatech – Deutsche Akademie der Technikwissenschaften
- BV MatWerk – Bundesvereinigung Materialwissenschaft und Werkstofftechnik
- DFG – Deutsche Forschungsgemeinschaft
- DGM – Deutsche Gesellschaft für Materialkunde
- Allgemeiner Fakultätentag
- Fakultätentag MatWerk

## Belege
1. ↑  Studientag Materialwissenschaft und Werkstofftechnik e. V.
2. ↑  Pressemitteilung der Hochschule Osnabrück zur Gründung des Studientags Materialwissenschaft und Werkstofftechnik e. V. (Memento des Originals vom 14. Juli 2014 im Internet Archive)  Info: Der Archivlink wurde automatisch eingesetzt und noch nicht geprüft. Bitte prüfe Original- und Archivlink gemäß Anleitung und entferne dann diesen Hinweis.
3. ↑  Techportal zur Gründung des StMW
4. ↑  Teilnahme der Hochschulen am StMW
5. ↑  Empfehlung des StMW e. V. für die universitäre Ausbildung (PDF; 254 kB)
6. ↑  Vorstand des Studientags Materialwissenschaft und Werkstofftechnik e. V.
7. ↑  Kurzvorstellung der Mitglieder